# Mendata (playa)
La playa Mendata está situada entre Punta Mendata y Sonda-Beltza, en el municipio guipuzcoano de Deva, País Vasco (España).
La playa contiene piedras procedente de la erosión de los acantilados por el impacto de las olas. 